# Ipomopsis tenuifolia
Ipomopsis tenuifolia là một loài thực vật có hoa trong họ Polemoniaceae. Loài này được (A. Gray) V.E. Grant mô tả khoa học đầu tiên năm 1956.